# L'Homme de l'Utah
Pour plus de détails, voir Fiche technique et Distribution.
L'Homme de l'Utah (titre original : The Man from Utah) est un film américain réalisé par Robert N. Bradbury, sorti en 1934.

## Synopsis
En arrivant dans une petite ville du Nevada, John Weston se trouve involontairement mêlé aux exactions d’une bande de hors-la-loi alors qu’il tente de s’opposer à eux. Le marshall George Higgins lui demande son aide pour démasquer cette bande qui truque tous les rodéos.

## Fiche technique
- Titre original : The Man from Utah
- Réalisation : Robert N. Bradbury
- Scénario : Lindsley Parsons
- Photographie : Archie Stout
- Direction artistique : E.R. Hickson
- recorded by : J.A.Stransky.Jr.
- Montage : Carl Pierson
- Musique : William Barber
- Production : Paul Malvern
- Société de distribution : Monogram Pictures
- Genre : Western
- Langue : anglais
- Format : Noir et blanc) - Mono
- Dates de tournage : fin mars, début avril 1934
- Budget : 10 000 dollars[1]
- Date de sortie :
  - États-Unis : 15 mai 1934

## Distribution
- John Wayne : John Weston
- Polly Ann Young : Marjorie Carter
- George Gabby Hayes : Marshal George Higgins
- Yakima Canutt : Cheyenne Kent
- Anita Campillo : Dolores
- Edward Peil Sr. : Spike Barton
- Lafe McKee : Juge Carter
- George Cleveland : le shérif
- Silver Tip Baker : habitant de la ville
- Phil Dunham : le barman
- Earl Dwire : le présentateur du rodéo
- Herman Hack : homme de main de Cheyenne Kent
- Bud McClure : homme de main
- Perry Murdock : voleur de la banque capturé
- Artie Ortego : voleur de la banque / homme de main de Cheyenne Kent
- Tex Palmer : juge du rodéo
- Tex Phelps : homme de main de Cheyenne Kent
- Archie Ricks : le cocher de la diligence

## Autour du film
- C'est l'un des westerns de série B de la Lone Star tournés par John Wayne, sous la direction de Robert N. Bradbury au début des années 1930.
- Outre les scènes tournées au Ranch Monogram en Californie, le film est constitué d'images d'archives de rodéos datant du temps du cinéma muet. Les cascades du film sont réalisées par Yakima Canutt qui fut un champion de rodéo dans les années 1910.
- Outre les images d’archives de rodéos, Carl Pierson le monteur, intègrera également une scène initialement prévue pour Les Cavaliers du destin où l’on voit John Wayne chanter « Sing me a song of the wild » de Lee Zahler (en) et interprétée par  Smith Ballew[2].